# Ruman Shana
Mohammad Ruman Shana (ur. 8 czerwca 1995) – bangladeski łucznik, brązowy medalista mistrzostw świata, olimpijczyk z Tokio 2020.
Pierwszy w historii reprezentant Bangladeszu, który zdobył medal mistrzostw świata w łucznictwie.
Służy w bangladeskim wojsku.

## Wyniki
| Impreza             | Rok        | Miejsce            | Konkurencja   | Pozycja     |                      |      |       |               |             |
| ------------------- | ---------- | ------------------ | ------------- | ----------- | -------------------- | ---- | ----- | ------------- | ----------- |
| Impreza             | Rok        | Miejsce            | Konkurencja   | Pozycja     | Igrzyska olimpijskie | 2020 | Tokio | indywidualnie | 17. miejsce |
| mikst               | 9. miejsce |                    |               |             | Igrzyska olimpijskie | 2020 | Tokio |               |             |
| Mistrzostwa świata  | 2013       | Antalya            | indywidualnie | 33. miejsce |                      |      |       |               |             |
| Mistrzostwa świata  | 2013       | Antalya            | drużynowo     | 26. miejsce |                      |      |       |               |             |
| Mistrzostwa świata  | 2013       | Antalya            | mikst         | 43. miejsce |                      |      |       |               |             |
| Mistrzostwa świata  | 2015       | Kopenhaga          | indywidualnie | 17. miejsce |                      |      |       |               |             |
| Mistrzostwa świata  | 2015       | Kopenhaga          | drużynowo     | 38. miejsce |                      |      |       |               |             |
| Mistrzostwa świata  | 2015       | Kopenhaga          | mikst         | 38. miejsce |                      |      |       |               |             |
| Mistrzostwa świata  | 2019       | 's-Hertogenbosch   | indywidualnie | . miejsce   |                      |      |       |               |             |
| Mistrzostwa świata  | 2019       | 's-Hertogenbosch   | drużynowo     | 9. miejsce  |                      |      |       |               |             |
| Mistrzostwa świata  | 2019       | 's-Hertogenbosch   | mikst         | 9. miejsce  |                      |      |       |               |             |
| Mistrzostwa świata  | 2021       | Yankton            | indywidualnie | 57. miejsce |                      |      |       |               |             |
| Mistrzostwa świata  | 2021       | Yankton            | drużynowo     | 9. miejsce  |                      |      |       |               |             |
| Mistrzostwa Azji    | 2017       | Dhaka              | indywidualnie | 9. miejsce  |                      |      |       |               |             |
| Mistrzostwa Azji    | 2017       | Dhaka              | drużynowo     | 8. miejsce  |                      |      |       |               |             |
| Mistrzostwa Azji    | 2017       | Dhaka              | mikst         | 9. miejsce  |                      |      |       |               |             |
| Mistrzostwa Azji    | 2019       | Bangkok            | indywidualnie | 17. miejsce |                      |      |       |               |             |
| Mistrzostwa Azji    | 2019       | Bangkok            | drużynowo     | 8. miejsce  |                      |      |       |               |             |
| Mistrzostwa Azji    | 2019       | Bangkok            | mikst         | 9. miejsce  |                      |      |       |               |             |
| Igrzyska azjatyckie | 2018       | Dżakarta-Palembang | indywidualnie | 9. miejsce  |                      |      |       |               |             |
| Igrzyska azjatyckie | 2018       | Dżakarta-Palembang | drużynowo     | 9. miejsce  |                      |      |       |               |             |
| Igrzyska azjatyckie | 2018       | Dżakarta-Palembang | mikst         | 7. miejsce  |                      |      |       |               |             |